# Anda Kerkhoven

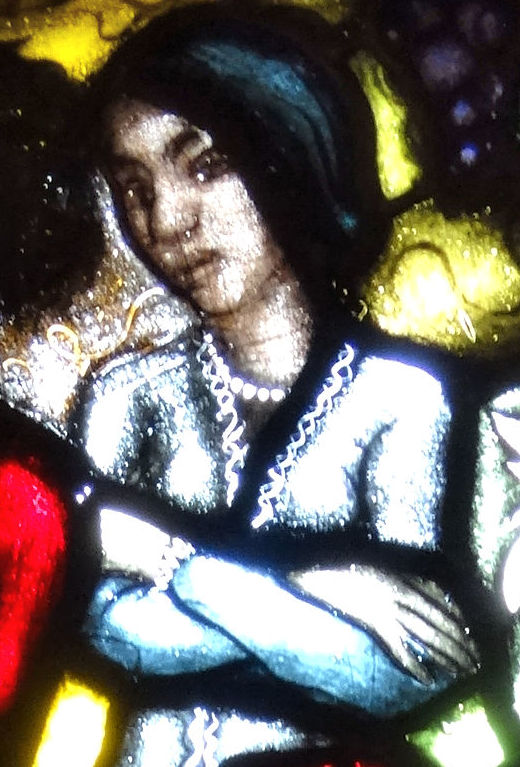
Anda Kerkhoven, Glasfenster in Groningen

Mélisande „Anda“ Tatiana Marie Kerkhoven (* 10. April 1919 in Saint-Cloud; † 19. März 1945 in Glimmen, Provinz Groningen) war eine niederländisch-indische Widerstandskämpferin gegen den Nationalsozialismus.

## Kindheit und Ausbildung
Anda Kerkhoven war die dritte Tochter von Constance Pauline Marie Bosscha (1885–1961) und Adriaan Rudolph Willem Kerkhoven (1868–1944). Ihre Mutter war Indonesierin, ihr Vater war niederländischer Staatsbürger aus einer vermögenden Familie, dessen Großvater ein Bankier aus Amsterdam war. Sie wurde während eines Urlaubs ihrer Eltern im französischen Département Hauts-de-Seine geboren und wuchs mit ihren sieben Geschwistern in West-Java auf, wo ihr Vater seine eigene Tee- und Kautschukplantage betrieb. Dort entwickelte Anda ihre Liebe zur Natur und wurde zum Entsetzen ihres Vaters, der ein begeisterter Jäger war, Vegetarierin. Während ihrer ersten Schuljahre erhielt sie Privatunterricht. Nach der Scheidung ihrer Eltern verbrachte sie mehrere Jahre in Europa, zunächst in der Schweiz, später in Den Haag, wo sie die Primarschule abschloss und bis 1934 die weiterführende Schule besuchte. Nach ihrer Rückkehr nach Java setzte sie den Schulbesuch am christlichen Lyzeum in Bandung fort und schloss dort die schulische Ausbildung 1937 mit Diplom ab.
Anschließend studierte Anda Kerkhoven Medizin an der Medische Hogeschool in Batavia (heute Jakarta). Da sie grundsätzlich gegen Vivisektion war und sich weigerte, an den obligatorischen Praktika mit lebenden Tieren teilzunehmen, setzte sie ihr Studium 1938 an der Reichsuniversität Groningen fort, die keine Tierversuche vorschrieb. In Groningen wurde sie Mitglied der Studentinnenverbindung Magna Pete in der Herestraat 52 und des Sociaal Democratische Studenten Club (SDSC). Sie war eine gebildete Intellektuelle, kreativ und künstlerisch begabt. Neben dem Schreiben zeichnete sie im Zeichenclub „Die Linetrekers“, in dem der Künstler Johan Dijkstra als Lehrer arbeitete. Jede Woche zeichneten die Studentinnen und Studenten nach Modellen, die sie aus ihrem eigenen Kreis auswählten. Johan Dijkstra war auch Mitglied des Groninger Künstlerkollektivs De Ploeg, für das Anda Kerkhoven in Folge auch Modell stand. Sie fiel einerseits durch ihr „exotisches orientalisches“ Aussehen auf und andererseits durch ihren Idealismus und ihre hohen ethischen Ansprüche. Zu ihren Grundprinzipien gehörten Respekt vor dem Leben, absolute Gewaltlosigkeit und Nächstenliebe. Dies machte sie innerhalb der Studierenden zur Einzelgängerin und Außenseiterin, auch wenn sie als freundlich galt, aber auch als distanziert und etwas weltfremd. Ab 1938 schrieb sie regelmäßig in der Studentenzeitschrift „Der Clercke Cronike“ zu Themen wie Vivisektion, Pazifismus und Philanthropie. Sie verurteilte die Judenverfolgung in Deutschland, die sie als „Massenwahnsinn“ des deutschen Volkes bezeichnete, wobei die Verfolgung der Juden ihrer Ansicht nach „von der Mehrheit der Bevölkerung gebilligt“ wurde.

## Tätigkeit im Widerstand
Nach Beginn des Zweiten Weltkrieges und der Besetzung der Niederlande wurde Anda Kerkhoven 1942 als Kurierin für die linksgerichtete, pazifistische Groninger Widerstandsgruppe De Groot tätig, die sich auf gewaltlosen Widerstand konzentrierte und Lebensmittelkarten und Ausweise fälschte, illegale Zeitungen und Lebensmittelmarken an Untergetauchte verteilte und Verstecke für Menschen suchte, die vom NS-Regime verfolgt wurden. Die Gruppe bestand aus etwa 30 Personen und wurde von Gerrit Boekhoven und seiner Freundin Diny Aikema geleitet. Anda Kerkhoven wohnte bei Karel Hendriks in der De Ranitzstraat 3a, wo sie aus eigenem Antrieb auf der Schreibmaschine selbst verfasste illegale Flugblätter schrieb, in denen sie zu moralischem Handeln aufrief.

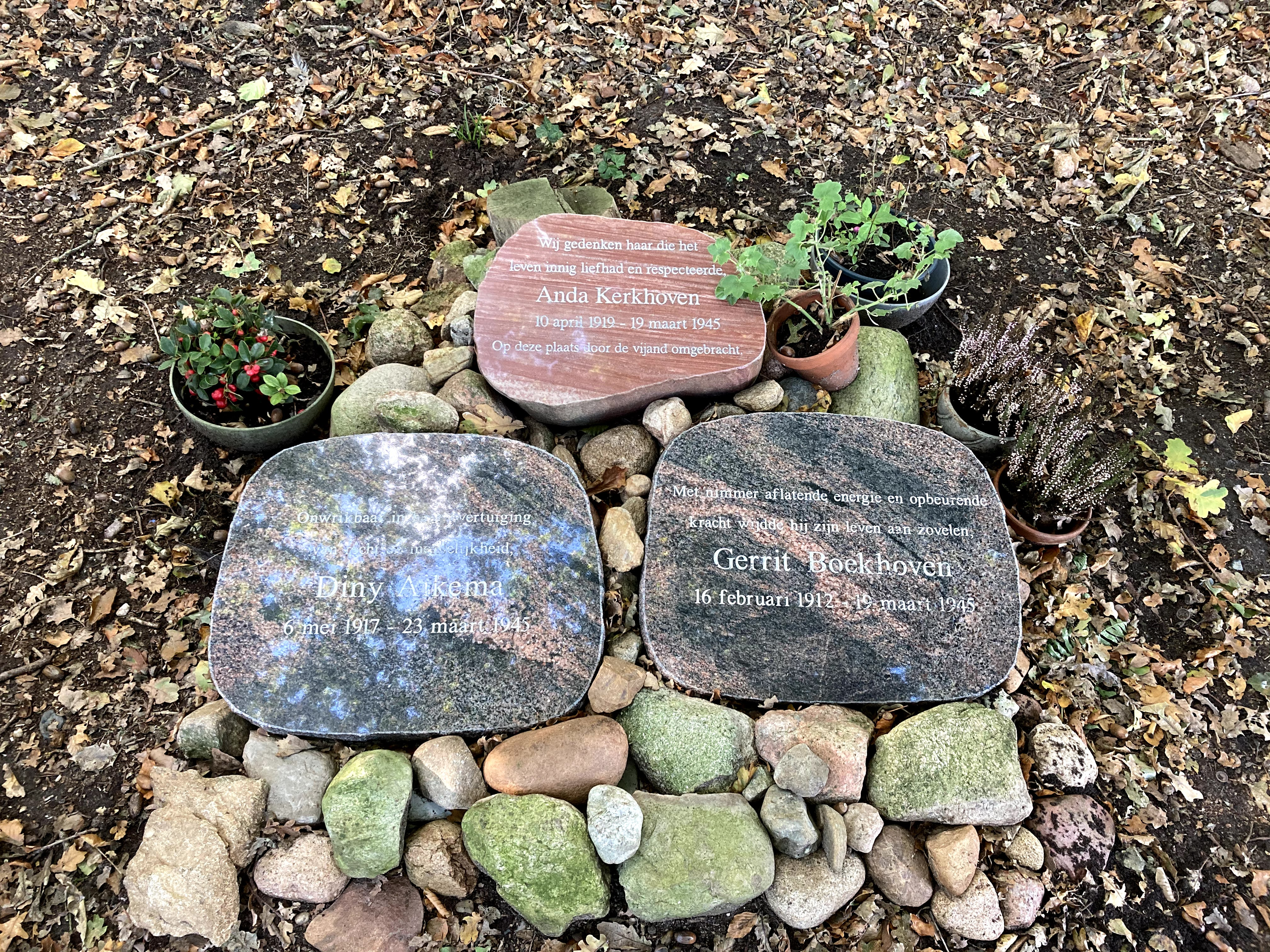
Gedenksteine für Anda Kerkhoven, Gerrit Boekhoven und Diny Aikema, Glimmen

Am 27. Dezember 1944 wurde sie von Offizieren des Sicherheitsdiensts des Reichsführers SS (SD) im Haus der Familie Hendriks verhaftet und im Untersuchungsgefängnis eingesperrt. Bis zum 12. Januar 1945 wurde die De Groot-Gruppe fast vollständig zerschlagen. Anda Kerkhoven wurde im Scholtenhuis, dem SD-Hauptquartier am Grote Markt in Groningen, verhört und wochenlang so schwer gefoltert, dass sie einen Selbstmordversuch unternahm, indem sie sich eine Treppe hinunterstürzte. Trotzdem behielt sie ihren Glauben an das Gute bei, versuchte, ihre Mitgefangenen zu unterstützen und gab keinerlei Informationen preis. Aus Verärgerung über diese Kompromisslosigkeit drängte der psychisch gestörte und sadistische SD-Mitarbeiter Zacharias Sleijfer auf ihre Hinrichtung. Am 19. März 1945 wurde Anda Kerkhoven von niederländischen Mitgliedern des Sicherheitsdienstes am Rand des Waldstücks Quintusbos am Oosterbroekweg an der Grenze zwischen Glimmen und Haren durch einen Genickschuss ermordet. Ihre sterblichen Überreste wurden zunächst in einem Massengrab in der Nähe der Hinrichtungsstätte begraben, am 22. Juni 1945 auf dem Noorderbegraafplaats in Groningen beigesetzt und 1967 auf das Ereveld Loenen am Groenendaalseweg 64 in Loenen umgebettet.

## Ehrungen und Gedenken

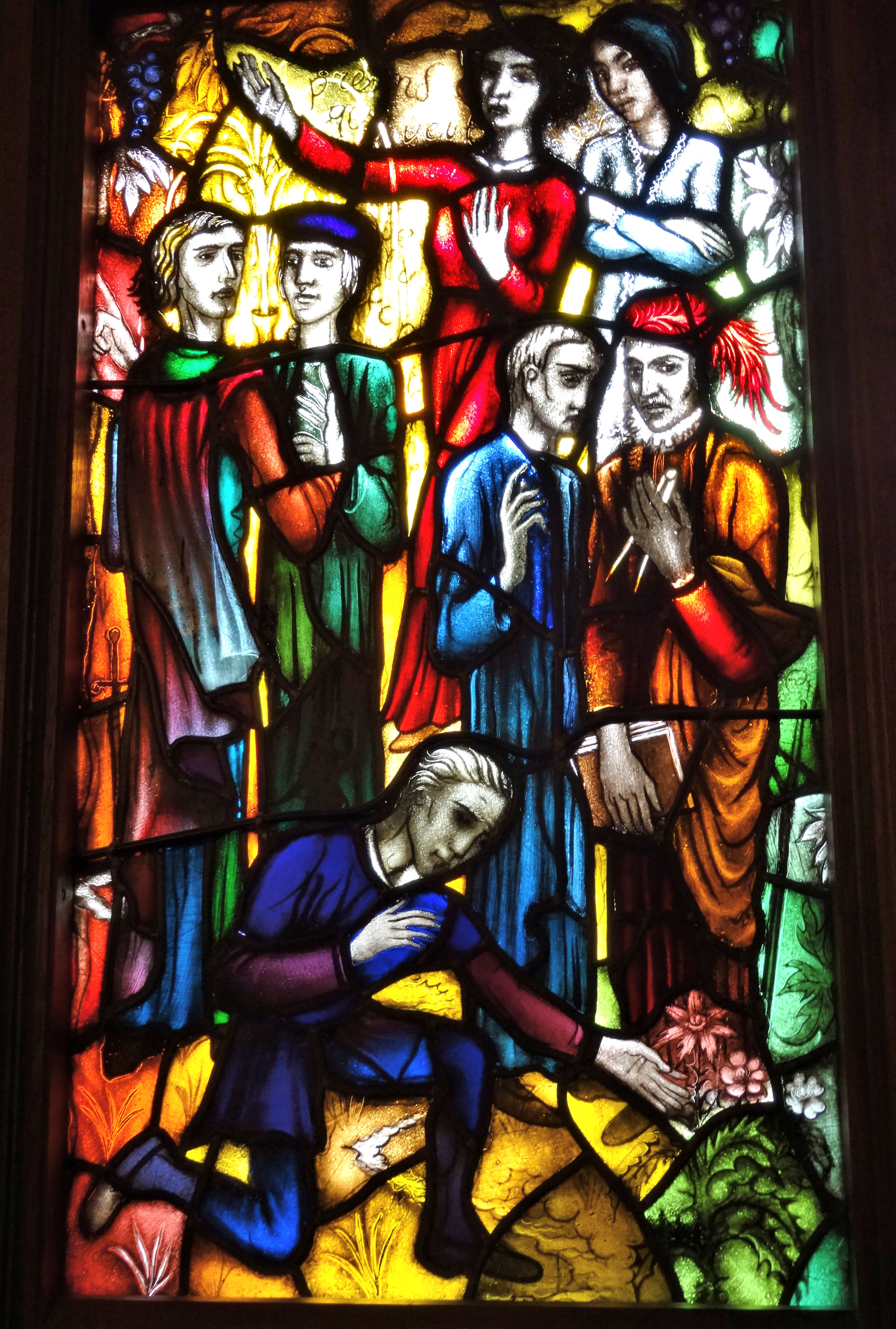
Glasfenster für Anda Kerkhoven

In seiner Gedenkrede am 23. Juni 1945 gedachte der Rektor der Universität Groningen Anda Kerkhoven als der einzigen Studentin aus Groningen, die wegen Widerstandes von den Deutschen hingerichtet worden war. Ihr Name ist auf einer Gedenktafel für gefallene Mitglieder der akademischen Gemeinschaft im Akademiegebäude der Universität Groningen aufgeführt und ihr Bild wurde von ihrem ehemaligen Lehrer Johan Dijkstra in ein Buntglasfenster im Akademiegebäude integriert. Im Oktober 2024 wurde ein neugebautes Bildungszentrum der Universität für die Fakultät für Medizinwissenschaften und die Fakultät für Naturwissenschaften und Ingenieurwissenschaften nach ihr benannt. Der Name Anda Kerkhoven Centre steht über dem Eingang.
Ebenso findet sich Anda Kerkhovens Name auf einem Gedenkstein am Broerplein in Groningen und auf einer 2008 enthüllten Gruppe von Gedenksteinen am Oosterbroekweg in Glimmen in der Nähe der Stellen, an denen außer ihr auch Gerrit Boekhoven und Diny Aikema ermordet wurden.
Darüber hinaus wurde ihr Bild in zahlreichen Denkmälern und Skulpturen sowie in Zeichnungen und Gemälden des Malers Johan Dijkstra und des Künstlers Sebastiaan Galis verewigt, der auch ihren Grabstein für den Nordfriedhof anfertigte. Eines von Dijkstras Porträts von Anda Kerkhoven hängt im Groninger Museum und ein weiteres in dem seit November 2021 nach ihr benannten Bürgerhaus von Groningen.
Im Jahr 2008 wurde der Asteroid (15735) Andakerkhoven nach ihr benannt. 2016 wurde in der De Ranitzstraat 3 in Groningen ein Stolperstein für Anda Kerkhoven verlegt.